# Halimeda cylindracea
Espèce
Halimeda cylindracea est une espèce d'algues vertes de la famille des Udoteaceae.